# Captain EO
Captain EO é um filme 3D estrelado por Michael Jackson e dirigido por Francis Ford Coppola que foi mostrado nos parques tématicos da Disney de 1986 a 1990. A atração voltou para os parques temáticos da Disney, em 2010, como uma homenagem após a morte de Jackson.
O filme foi coreografado por Jeffrey Hornaday e Michael Jackson. Captain EO é considerado como um dos primeiros filmes 4-D (4D é o nome dado a um filme 3D que incorpora no teatro de efeitos especiais, tais como lasers, fumaça, entre outros, quando sincronizado com o filme narrativa). Esta inovação foi sugerida pelo escritor-produtor Rusty Lemorande que é, portanto, por vezes referido como "O Pai de 4-D".

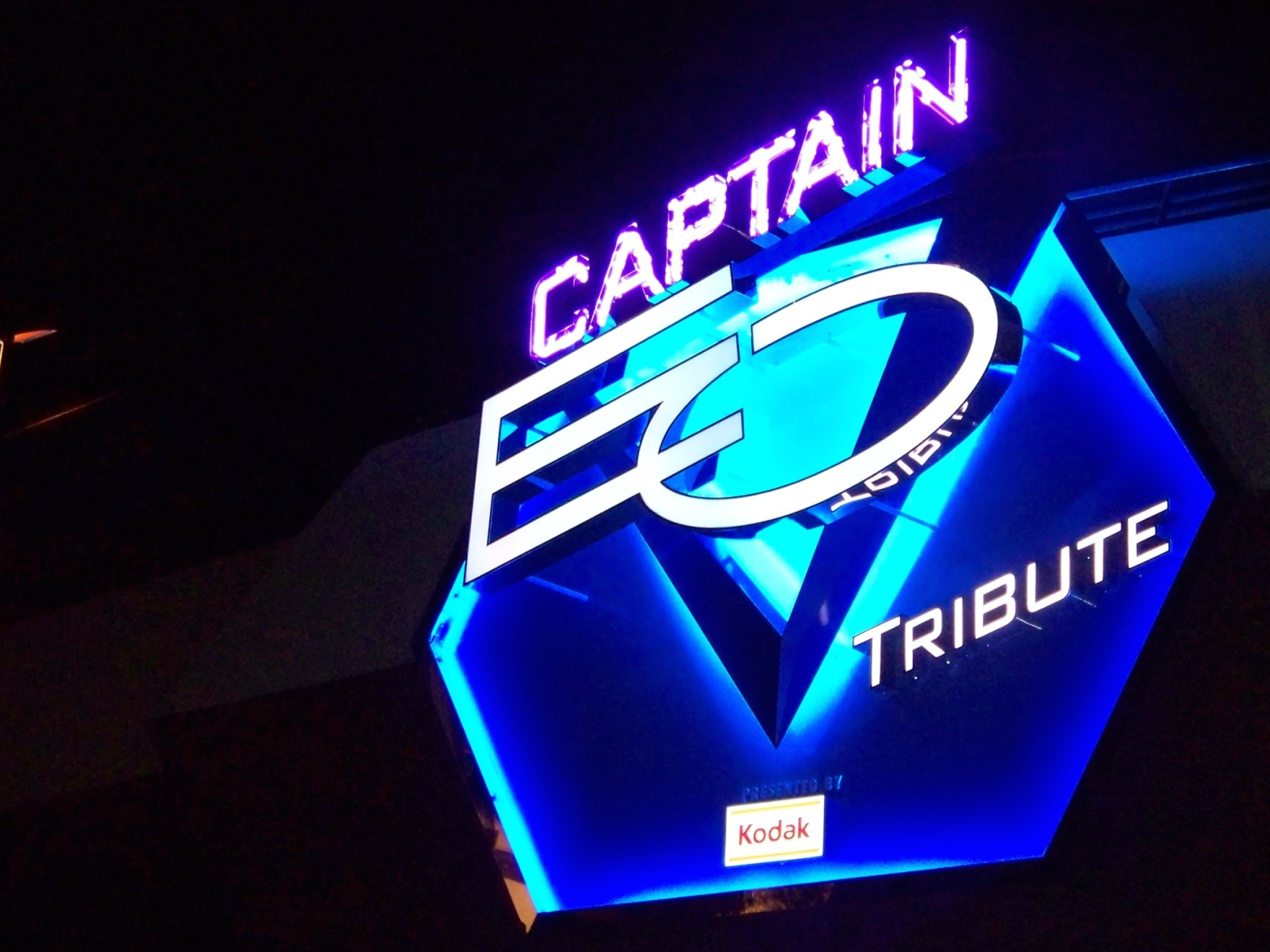
Sinal instalado na Disneylândia anunciando a volta de Captain EO, em 2010.

## Enredo
O filme conta a história de Captain EO (Michael Jackson) e da tripulação ralé de sua nave espacial em uma missão de entregar um presente para a "líder suprema" (Anjelica Huston), que vive em um mundo de podridão, metal retorcido e saídas de vapor.

## Efeitos especiais
Captain EO fez pleno uso dos seus efeitos 3D. A ação na tela estendida para o público, incluindo efeitos de laser, efeitos de fumaça, e starfields que encheram o teatro. Esses efeitos resultaram em dezessete minutos de filme custando cerca de 30 milhões de dólares para produzir. A versão de 2010 não inclui o laser e nem efeitos starfield.

## Making of Captain EO

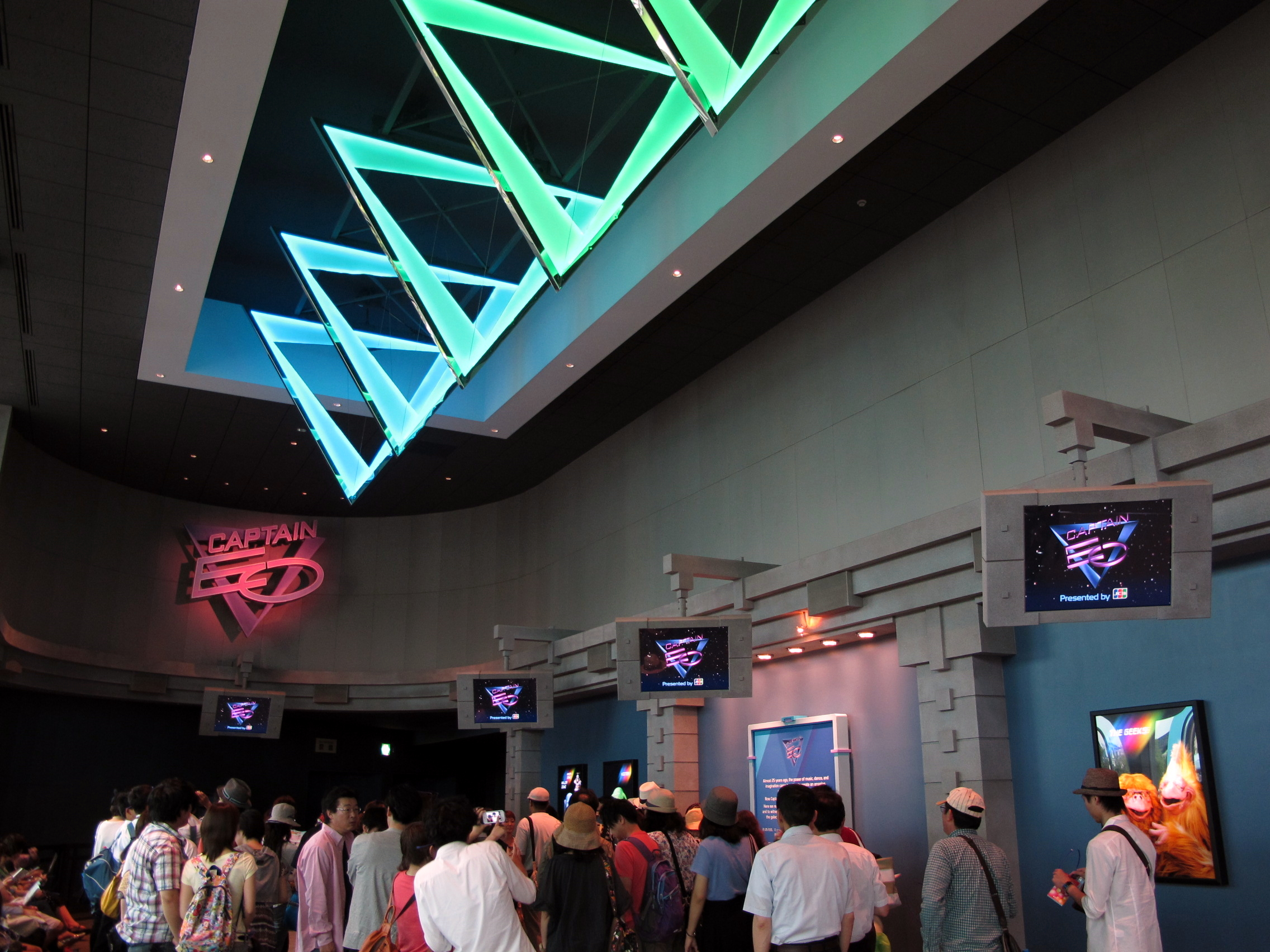
Captain EO estreando em Tóquio em 2013.

Foi criado um making of ,lançado junto com o filme, que continha cenas inéditas por trás das cameras que ficou conhecido como Captain EO: Backstage. A peça foi produzida para a televisão pela MKD Productions e foi dirigida e organizada por Muffett Kaufman e Whoopi Goldberg, simultaneamente.

## Música
O filme conta com duas músicas principais: "Another Part of Me", que foi remixada e lançada no álbum Bad (de 1987) e "We Are Here to Change the World" que só foi lançada oficialmente no álbum Michael Jackson: The Ultimate Collection (de 2004).

## Elenco

### Atores
- Michael Jackson como Captain EO
- Anjelica Huston como Líder Suprema
- Dick Shawn como Comandante Bog
- Tony Cox como Hooter
- Debbie Lee Carrington como Idee (creditada como Debbie Carrington)
- Cindy Sorenson como Geex (creditada como Cindy Sorensen)
- Gary DePew como Major Domo

### Dançarinos Principais
- Kahea Bright
- Donald Devoux
- Cameron English
- Bruno Falcon
- Eric D. Henderson
- Hugo Huizar
- Evelyne Jezek
- Ben Lokey